# ماتیو هرمانس
ماتیو هرمانس (هلندی: Mathieu Hermans؛ زادهٔ ۹ ژانویهٔ ۱۹۶۳) دوچرخه‌سوار اهل هلند است.